# Nesolindsaea kirkii
Nesolindsaea kirkii är en ormbunkeart som först beskrevs av William Jackson Hooker, och fick sitt nu gällande namn av Lehtonen och Christenh. Nesolindsaea kirkii ingår i släktet Nesolindsaea och familjen Lindsaeaceae. Inga underarter finns listade.